# Pilcomayo (departement)
Pilcomayo is een departement in de Argentijnse provincie Formosa. Het departement (Spaans:  departamento) heeft een oppervlakte van 5.342 km² en telt 78.114 inwoners.

## Plaatsen in departement Pilcomayo
- Clorinda
- Laguna Blanca
- Laguna Naick Neck
- Palma Sola
- Puerto Pilcomayo
- Riacho He-Hé
- Riacho Negro
- Siete Palmas